# Селемджинск
Селемджи́нск — село в Селемджинском районе Амурской области России. Входит в сельское поселение Стойбинский сельсовет.
Село Селемджинск, как и Селемджинский район, приравнено к районам Крайнего Севера. Основано в 1892 году.

## География
Расположено на правом берегу реки Селемджа. Восточнее села проходит автодорога регионального значения 10К-027 Свободный — Экимчан (у села находится мост через Селемджу этой автодороги). Расстояния: до города Свободный — 290 км (на юго-запад); до центра сельского поселения, села Стойба — 70 км (на северо-восток); до райцентра, пгт Экимчан — 180 км (на северо-восток); до ближайшей железнодорожной станции Февральск — 30 км (на юго-запад, через село Февральское).

## Население
| 2002 | 2010 | 2011 | 2012 | 2013 | 2014 | 2015 |
| ---- | ---- | ---- | ---- | ---- | ---- | ---- |
| 38   | ↘35  | →35  | ↘30  | ↘28  | →28  | ↘24  |
| 2016 | 2017 | 2018 |      |      |      |      |
| →24  | ↘22  | →22  |      |      |      |      |